# Radochów
Radochów (německy Reyersdorf) je obec ve správním obvodu gminy Lądek-Zdrój, v okrese Kładsko, v Dolnoslezském vojvodství, v jihozápadním Polsku. Před rokem 1945 patřila obec k Německu. Obec má přibližně 500 obyvatel.
V obci se nachází železniční zastávka trati Kłodzko – Stronie Śląskie, postavena 1897, provoz na trati je zastaven od roku 2004.

## Poloha
Radochów leží přibližně 4 kilometry západně od Landeku, 17 kilometrů jihovýchodně od Kladska a 88 kilometrů jižně od krajského města Vratislav.

## Historie
Obec vznikla v raném středověku na staré obchodní cestě z Javorníku do Kladska , tzv. Solné cestě. První zmínka o obci pochází z roku 1362, v roce 1384 zde již byla fara. Nejstarší verze názvu vesnice byla pravděpodobně odvozena od jména Richard od jejího majitele nebo zakladatele. V důsledku zkomolení tohoto názvu vznikla druhá, novější verze Reyersdorf, používaná do roku 1945. Ve druhé polovině 18. století, po objevení Radochowské jeskyně, získala obec turistický význam. Působila zde katolická škola, poprvé zmíněná v roce 1789. V 19. století byly v Radochowě čtyři vodní mlýny a pivovar. Největší počet venkovského obyvatelstva byl zaznamenán v roce 1864 (923 osob). V roce 1897 byla zprovozněna železniční trať, což mělo za následek ještě větší příliv turistů a vznik letního letoviska.
Radochów utrpěl těžké škody během povodní v červenci 1997.

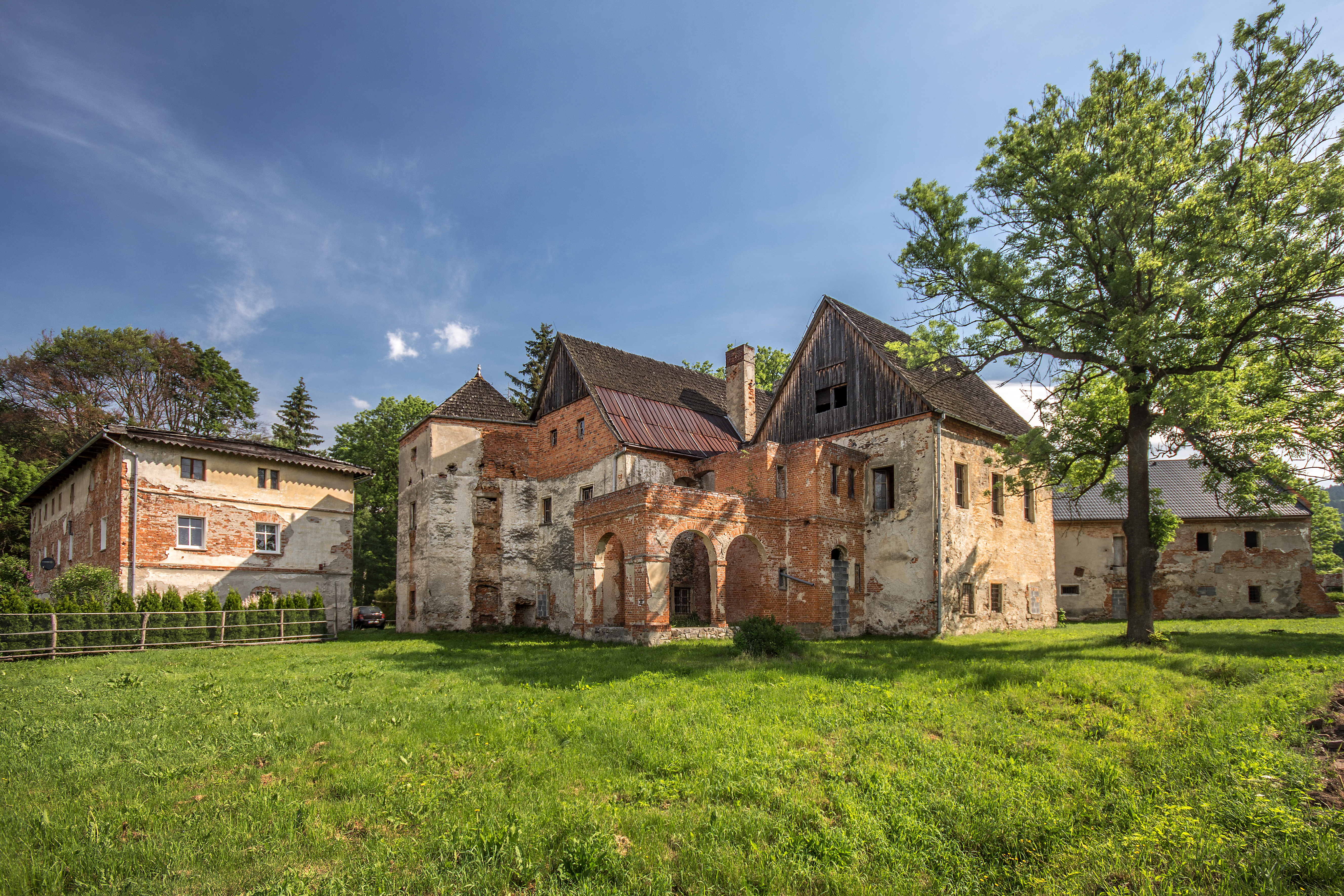
panský dvůr v Radochówě